# Guy Fernandez
Guy Marius Antoine Fernandez (ur. 29 października 1942 w Saint-Étienne, zm. 11 września 1989 w Auxerre) – francuski polityk i działacz związkowy, poseł do Parlamentu Europejskiego I kadencji.

## Życiorys
Najstarszy z siedmiorga dzieci górnika i działacza komunistycznego, którego deportowano do Buchenwaldu. Uzyskał wykształcenie techniczne (dyplom CAP) i pracował w branży metalurgicznej. Działał w Powszechnej Konfederacji Pracy i młodzieżówce Union des jeunesses communistes. W 1956 wstąpił Francuskiej Partii Komunistycznej, był jej sekretarzem w departamencie Yonne i należał do komitetu centralnego PCF. W 1973, 1978 i 1981 kandydował do Zgromadzenia Narodowego. W 1979 wybrano go posłem do Parlamentu Europejskiego, przystąpił do frakcji komunistycznej. W połowie lat 80. odwołano go z partyjnych funkcji, zajął się prowadzeniem firmy wraz z żoną. Zginął śmiercią samobójczą.

## Życie prywatne
Od 1969 do 1985 żonaty z działaczką komunistyczną Gisèle Marie Bernard. W 1985 poślubił Marie-Christine Labrousse.